# Aeródromo de Cáceres
El Aeródromo de Cáceres fue una antigua base aérea militar de la ciudad extremeña de Cáceres, situada en la carretera de Mérida, y a unos 3 kilómetros y medio de distancia de la ciudad. 
El aeródromo no llegó a contar nunca con pistas asfaltadas, tratándose de un área descampada con forma casi circular de unas dimensiones aproximadas de unos 1000 metros de diámetro. Actualmente las únicas construcciones que quedan en pie son un hangar metálico, (utilizado durante los últimos años por el club de vuelo de la ciudad para guardar sus aviones ultraligeros) y dos barracones remozados. 
En origen, el aeródromo de Cáceres disponía de una serie de barracones alineados a lo largo de uno de los ejes, y situados entre ellos.  Contaba con 5 refugios antiaéreos, que no eran más que unos edificios semienterrados, de unos pocos metros de longitud, construidos con ladrillos y cemento y cubiertos con raíles de tren invertidos que hacían las veces de blindaje.  El conjunto de edificios y búnkeres se extendía a lo largo de unos 300 metros. A unos 1000 metros de distancia, se encontraba una de las piezas antiaéreas que protegía el campo de vuelo, con un edificio de control, otro para el alojamiento de los servidores semienterrado y un refugio bajo tierra. Una pequeña garita de obra protegía el emplazamiento, aunque actualmente solo quedan restos del blocao que protegía el montaje, así como de los edificios auxiliares.
En la pista de vuelo, y presumiblemente en la cabeza de la misma, existía un edificio semienterrado que alojaría a los pilotos de guardia por si era necesario volar. 
Durante la guerra civil española, el aeródromo quedó en manos de las fuerzas sublevadas, siendo empleado por la aviación rebelde para atacar objetivos gubernamentales, empleándose como base, entre otros, de los aviones Fiat Cr-32 de los capitanes Dequal o Joaquín García-Morato, o los tenientes Mantelli y Franceschi que hostigaban a los aviones republicanos en las proximidades de Madrid.
Tras la guerra siguió empleándose, aunque su interés se fue perdiendo con la llegada de aviones de reacción, siendo abandonado definitivamente por el ejército a finales de la década de los años 70 del siglo pasado. Tras ser empleado por los aviones ultraligeros del Club de vuelo de Cáceres, finalmente también fue abandonado por aquellos, que fueron trasladados al aeródromo de la Cervera, siendo los terrenos rehabilitados por el ayuntamiento y destinados actualmente a zona de ocio y recreo de los jóvenes (el conocido “botellón”), así como lugar dónde se instala la feria de la ciudad. En el ferial, en el período 1992-2000, se celebraron salidas nocturnas de observación astronómica, algunas de ellas patrocinadas por el Ayuntamiento.